# Стадник Олександр Михайлович
Олександр Михайлович Стадник (9 грудня 1962, с. Буданів, Україна — 16 вересня 2020, м. Тернопіль, Україна) — український громадсько-політичний діяч. Почесний громадянин Тернопільської області (2022, посмертно).

## Життєпис
Олександр Стадник народився 9 грудня 1962 року в селі Буданові, нині Білобожницької громади Чортківського району Тернопільської области України.
Закінчив Кам'янець-Подільський сільськогосподарський інститут (1989). Працював інженером, головним інженером в колгоспах Чортківського району (1989—1991), у кооперативі «Консервний завод» в с. Росохач (1991—1997, Чортківського району), директором підприємств «Терно-Балт» і «Агропродукт» (1997—2005, донині; обидва — с. Росохач).
Помер 16 вересня 2020 року від коронавірусної інфекції.

### Громадсько-політична діяльність
Депутат Чортківської районної (2006) та Тернопільської обласної (2009) рад. 
Голова Чортківської РДА (12 березня 2005 — 26 травня 2006) та районної ради (2006).
Був членом Народного союзу «Наша Україна».

## Нагороди
- почесний громадянин Тернопільської області (26 серпня 2022, посмертно)[5];